# مايكل دولان
مايكل دولان (بالإنجليزية: Michael Dolan)‏ هو مخرج وممثل أمريكي، ولد في 21 يونيو 1965 بأوكلاهوما سيتي في الولايات المتحدة.

## أعمال

### أفلام
- (1996) الشجاعة تحت النار[3]
- (1997) لوليتا

## وصلات خارجية
- مايكل دولان على موقع IMDb (الإنجليزية)
- مايكل دولان على موقع ألو سيني (الفرنسية)
- مايكل دولان على موقع أول موفي (الإنجليزية)
- مايكل دولان على موقع قاعدة بيانات برودواي على الإنترنت (الإنجليزية)
- مايكل دولان على موقع قاعدة بيانات برودواي على الإنترنت (الإنجليزية)
- مايكل دولان على موقع قاعدة بيانات الأفلام السويدية (السويدية)
- مايكل دولان على موقع قاعدة بيانات الفيلم (الإنجليزية)
- مايكل دولان على موقع كينوبويسك (الروسية)